# SNK VS. CAPCOM
SNK VS. CAPCOM（エス・エヌ・ケイ バーサス カプコン）は、エス・エヌ・ケイ（旧社）とカプコンのクロスライセンス契約によるクロスオーバー作品のプロジェクト、およびその一環で発売されたゲームシリーズ。「お互いの会社のキャラクターを借用しあい、それぞれでゲームを発売する」という特殊なライセンス契約のもと、両社より別々の展開が行われた。
カプコン発売のシリーズのみについてはCAPCOM VS. SNKを参照。

## 概要
1999年10月21日にエス・エヌ・ケイより、プロジェクト第1弾であるネオジオポケット（モノクロ・カラー共通）用トレーディングカードゲーム『SNK VS. CAPCOM 激突カードファイターズ』が発売され、1999年12月22日には第2弾としてネオジオポケットカラー専用対戦型格闘ゲーム『頂上決戦 最強ファイターズ SNK VS. CAPCOM』が発売された。
一方、カプコン側からも2000年8月18日にアーケード用対戦格闘ゲーム『CAPCOM VS. SNK MILLENNIUM FIGHT 2000』が登場、同年9月6日にはドリームキャストへも移植され、カプコンによる公式インフォーメーションサイトでは「SNK VS. CAPCOM from CAPCOM」と表現されていた。
両社にて「SNK VS. CAPCOM」の公式サイトがそれぞれ立ち上げられ、両社が発売した作品は互いに連動も行われていたが、2001年10月30日にエス・エヌ・ケイ（旧社）が倒産したことを受け、最終的に両社の「SNK VS. CAPCOM」公式サイトは閉鎖された。それまでの間、同年にカプコンより『CAPCOM VS. SNK MILLENNIUM FIGHT 2000 PRO』および『CAPCOM VS. SNK 2 MILLIONAIRE FIGHTING 2001』、エス・エヌ・ケイより『SNK VS. CAPCOM カードファイターズ2 EXPAND EDITION』が発売された。
その後、クロスライセンス契約を引き継いだSNKプレイモア（のち2代目SNK）より「SNK VS. CAPCOM」をタイトルに冠した『SNK VS. CAPCOM SVC CHAOS』や『SNK VS. CAPCOM カードファイターズDS』が発売された。
なお、先ごろ岡本吉起がYouTubeにて、事の真相を告白。ただ両者ともに様々な思惑、事象が絡んでいるとのこと。

## 作品一覧
カプコンが制作した作品はタイトルに「CAPCOM」の社名が先に配置され、「カプエス」とも略される（CAPCOM VS. SNKの項目も参照）。一方で、エス・エヌ・ケイ（旧社）およびSNKプレイモアが制作した作品はタイトルに「SNK」の社名が先に配置されており、カプコン側が作ったものとの区別する意味から「エスカプ」とも略される。また、格闘ゲーム以外の作品も制作されている。

### エス・エヌ・ケイおよびSNKプレイモア製作
- SNK VS. CAPCOM 激突カードファイターズ（カードゲーム）
  - SNK VS. CAPCOM 激突カードファイターズ2 EXPAND EDITION
  - SNK VS. CAPCOM カードファイターズDS（発売元：SNKプレイモア）
- 頂上決戦 最強ファイターズ SNK VS. CAPCOM
- SNK VS. CAPCOM SVC CHAOS（発売元：SNKプレイモア）

### カプコン製作
- カプコン バーサス エス・エヌ・ケイ ミレニアムファイト 2000（通称カプエス）
  - カプコン バーサス エス・エヌ・ケイ ミレニアムファイト 2000 PRO（通称カプエスPRO）
- CAPCOM VS. SNK 2 MILLIONAIRE FIGHTING 2001（通称カプエス2）
  - CAPCOM VS. SNK 2 EO MILLIONAIRE FIGHTING 2001（通称EO、家庭用のみ）

## 関連商品
- 頂上決戦 最強ファイターズ SNK VS. CAPCOM (アルバム)
- SNK VS. CAPCOM 激突カードファイターズ (アルバム)